# Xalatzala
Xalatzala es una localidad del estado mexicano de Guerrero. Es parte del municipio de Tlapa de Comonfort.

## Toponimia
El nombre «Xalatzala» proviene de los términos en náhuatl: xalli, arena; atl, agua; tzala, entre o en medio. Su significado es «lugar entre la arena y el agua».

## Demografía
| Gráfica de evolución demográfica |
|                                  |

| Censo | Población |
| ----- | --------- |
| 1950  | 1 058     |
| 1960  | 1 180     |
| 1970  | 1 324     |
| 1980  | 1 549     |
| 1990  | 1 428     |
| 2000  | 1 989     |
| 2010  | 2 042     |
| 2020  | 2 342     |